# Chris Malonga
Francis Chris Malonga Ntsayi (Sens, 11 luglio 1987) è un calciatore congolese (Repubblica del Congo) con cittadinanza francese, centrocampista del Besançon.

## Caratteristiche tecniche
Giocatore molto versatile, può giocare come centrocampista offensivo o esterno d'attacco.

## Carriera

### Nazionale
Nel 2015 ha partecipato alla Coppa d'Africa.